# Mihnea Motoc
Pour les articles homonymes, voir Motoc.
Mihnea Ioan Motoc, né le 11 novembre 1966 à Bucarest, est un homme politique et diplomate roumain. 
Ancien ambassadeur de la Roumanie auprès de l'Union européenne de 2008 à 2015, puis ambassadeur de Roumanie au Royaume-Uni en 2015, il est entre le 17 novembre 2015 et le 4 janvier 2017 ministre de la Défense dans le gouvernement Cioloș.

## Biographie

### Formation
Il étudie à la faculté de droit de l'université de Bucarest (1984-1989). Il obtient en 1991 un diplôme études post-universitaires en droit international privé à la faculté de droit de l'université de Nice en France et en 1992 une maîtrise en droit international public et comparée à l'université George-Washington de Washington, D.C. aux États-Unis.

### Carrière de diplomate
En 1997, il intègre le ministère des Affaires étrangères en tant que chef des du département des Affaires européennes et euro-atlantiques, chargé du suivi des relations de la Roumanie avec l'Union européennes, l'OTAN et l'OSCE. En 1999, il est nommé ambassadeur de la Roumanie aux Pays-Bas, poste qu'il occupe jusqu'en 2001. Entre 2003 et 2008, il est le représentant de la Roumanie auprès de l'ONU, puis entre 2008 et 2015, il dirige la représentation permanente de la Roumanie auprès de l'Union européenne. En août 2015, il devient ambassadeur de la Roumanie au Royaume-Uni.

### Carrière politique
En novembre 2014, il est pressenti pour diriger le ministère des Affaires étrangères, mais renonce à cette nomination du fait d'un risque d'incompatibilité entre cette fonction et celles occupées par son épouse, juge à la Cour européenne des droits de l'homme,.